# Гластенинг
Гластенинг (валл. Glastenning) — королевство, зависимое на первых порах от Догвейлинга и от Гвинедда, а затем независимое.
Считается что Гластенинг был суб-королевством Думнонии и большей частью подчинялся его власти. Возможно, оно даже не было достаточно важным, чтобы быть суб-королевством, но с середины VI века его непосредственным правителем стал Киндруин Глас, властитель Догвейлинга, который сам был суб-королевством Гвинеда. Эта версия была записана (намного позже) Уильямом Малмсберийским со ссылкой на раннюю валлийскую родословную, в которой упоминался Гластеннинг. Сын Киндруина, некий Морвайл, также был правителем города Каэр-Луиткойт в восточной части Пенгверна. Есть всё же не состыковка вообще связывать Гластеннинг с Гластонбери (то есть на границе с Думнонией). Альтернативное предположение состоит в том, что текст, который связывает Гластеннинг с Луиткойтом, повреждён, маскируя его истинную природу. Каэр-Луиткойт - это место, которое, безусловно, было связано с королями Догвейлинга, поэтому эту версию нельзя сбрасывать со счетов.

## История

### Версия расположения в Сомерсете
Гластонбери, произошёл от эпонима Гласт, чьи потомки называются Гластинги и их город Гластингабург. Генеалогия потомков Гласта даётся в Харлеанских генеалогиях. Здесь он является отцом Морвайла, а одиннадцатый по происхождению от Морвайла - это Иднерт ап Мориен, последний из линии. Родословная заканчивается:
Unum [read unde] sunt Glastenic qui uenerunt [per villam] que vocatur Loytcoyt.

Откуда Гластинги пришли, город, который называется Лоиткойт.

Более поздняя версия родословной встречается в расширенном трактате «Ханесин Хен», одна версия которого заканчивается:
Oddyna y Glastyniaid a dyfodd o Gaer Lwydkoed i Gaer a elwir yr awr honn Aldüd.

Откуда пришли Гластонианы, приехавшие из Гаер Луидкойда в город под названием Алдюд.

Смутный рассказ о Гласте и его создании Гластонбери рассказывается в интерполяции в книге Уильям Малмсбери «De Antiquitate Glastoniensis Ecclesiae». Здесь Гласт неправильно зовётся Гластеингом, а его одиннадцать потомков (чьи имена правильно указаны, за исключением незначительных различий) ошибочно считаются его братьями, правнуками Кунедды. Затем он говорит:
Hic est ille Glasteing, qui [venit] per mediterraneos Anglos, secus villam quae dicitur
Escebtiorne.

Это тот Гластеинг, который пришёл через Мидлендс Англов, иначе город, который называется Эскебтиорне.

Переписка с более ранним текстом близка, если мы принимаем слова в "[]" и вырезаем слова "mediterraneos Anglos, secus" во второй версии. Другие отличия - "Гластеинг" для "Гластеник", "Эсебтиорне" для "Лойткойт" и трактовка Гластеинг как личное имя. "Esceb" = "bishop" (современный валлийский "esgob"), и вполне может иметься в виду Личфилд, который был епископатом.
Здесь нам говорят, что Гласт был правнуком Кунеды, и интересно отметить, что Глас ап Элно, из линии Догвейлинга, также был правнуком Кунеды. Идентичность этих двух была предложена Е.Б.Николсоном. Далее идёт интерполяция:
[Гластеинг], следуя за своими свиньями до Веллиса [Уэллса], и оттуда через беспросветный и водянистый путь, называемый "Sugewege", то есть «Путь Свиньи», он нашёл свою свинью возле церкви, о которой мы говорим [Гластонбери], под яблоней, откуда мы дошли до того, что яблоки этой яблони называются "Ealdcyrcenas epple", то есть "Яблоки Старой Церкви". По этой же причине также была названа свинья, которая, примечательно, имела восемь футов, тогда как у других свиноматок было четыре. Поэтому, Гластеинг, после входа на этот остров, увидел, что он изобилует многим, стал жить в нём со всей семьёй и провёл там свою жизнь. И из его потомства и семьи, которые за ним последовали, это место, как говорят, было заселено.

Видно, что простая формулировка из Харлеанских генеалогий была дополнена легендой о свиноводстве и внедрением яблони. Последнее, вероятно, связано с поздней идентификацией Гластонбери как острова Авалон и объяснением Авалона как острова яблоней.

### Версия расположения между Догвейлингом и Мерсией
Валлийская поэма IX-го века «Марунад Киндилан» и немного более поздняя "Плач Хелед" дают нам интересное представление о предках Киндилана, правителя VII-го века. Автор оплакивает убийство Киндилана, которого он описывает как соперника Каделлингов. Каделлинги происходят от Каделла Дирлунга, правителя Поуиса. Очевидно, что род Киндилина был конкурирующим для них. Киндилан, по-видимому, описывается как король Догвейлинга, суб-королевства Гвинеда. Он расположен на северной границе Поуиса, в двух шагах от королевства Пенгверн. Эти двое, вероятно, примыкали друг к другу в тот период, когда Поуис еще не аннексировал территорию вокруг Рексема. Правители Догвейлинга были из дома Кунеды, потомками его восьмого сына Догвайла. Принадлежность Киндилана к этой династии далее указывается ссылками в стихотворении на подданных, которых автор стихотворения, приветствует, через пролив Менай в кантреве Гвинеда - Кемаис и его столице, Аберфрау. Морвайла хвалят в «Марунад Киндилан» за его нападение на Каер-Луиткойт, а в "Плач Хелед" упоминается интересная фигура по имени Элуан Поуис.
Эпитет Элуана, Поуис, указывает на то, что он был тесно связан с этим государством и, должно быть, был его правителем; но неужто в это время там не правили Каделлинги? Скорее всего, нет, поскольку Селив Боевой Змей погиб в битве при Каэр-Легионе в 613 году, оставив маленького сына в качестве своего наследника. Казалось бы, неудивительно, что ребенок не смог удержать свое королевство перед лицом атак со стороны соперников из Догвейлинга. Киндилан, вероятно, помог своему брату Элуану узурпировать трон Поуиса. Ни Киндилан, ни его отец, Киндруин, не фигурируют в традиционной родословной правителей Догвейлинга, однако Элуан возможно, под именем Элуда ап Гласа. Но если Элуан был сыном Киндруина, то кто такой Глас? Ответ может заключаться в старинной родословной правителей Гластенинга. В нем говорится, что самыми ранними королями этого суб-королевства были Морвайл и его отец Гласт, который был «одним из тех, кто пришел в Гластеннинг из места под названием Луит-Койт». Мы уже видели, что брат Киндилана, Морвайл, был из Каэр-Луиткойта. Следовательно, может показаться, что отцом Киндилана, Элуана и Морвайла был Киндруин, чьим псевдонимом или прозвищем был Глас. Он был правителем Догвейлинга, который со своими сыновьями расширил свое государство, включив большую часть Средней Британии. Его сын Элуан даже захватил могущественное Королевство Поуис. Однако их господство было недолгим. Когда Освиу из Нортумбрии вторгся и почти уничтожил семью Киндруина, Каделлинги восстановили свою власть в Поуисе, и только Морвайлу удалось выжить и бежать в безопасное место.

## Династия Гластенинг
- Гласт
- Морвайл ап Гласт[3]
- Мориен ап Морвайл[4]
- Ботан ап Мориен[5]
- Морган ап Ботан[6]
- Морхен ап Морган[7]
- Морфинит ап Морхен[3]
- Меруит ап Морфинит[8]
- Кадфор ап Меруит[9]
- Кадур ап Кадфор[10]
- Мориен ап Кадур[4]
- Иднерт(Эднивед) ап Мориен